# Бацова-Махала
Бацова-Махала (болг. Бацова махала) — село в Болгарии. Находится в Плевенской области, входит в общину Никопол. Население составляет 466 человек.

## Политическая ситуация
В местном кметстве Бацова махала, в состав которого входит Бацова-Махала, должность кмета (старосты) исполняет Асен Костов Стоянов (Болгарская социалистическая партия (БСП)) по результатам выборов.
Кмет (мэр) общины Никопол — Валерий Димитров Желязков (Болгарский земледельческий народный союз (БЗНС)) по результатам выборов.